# Pseudospondias longifolia
Pseudospondias longifolia är en sumakväxtart som beskrevs av Adolf Engler. Pseudospondias longifolia ingår i släktet Pseudospondias och familjen sumakväxter. Inga underarter finns listade i Catalogue of Life.